# Пеньковець Назар Миколайович
Назар Миколайович Пеньковець (нар. 2 вересня 1987, Київ, УРСР) — український футболіст, воротар нижчолігового австрійського клубу «Кіцбюель». З жовтня 2014 року має також і польське громадянство.

## Життєпис
Вихованець клубу Зміна-«Оболонь» (Київ), у футболці якого з 2002 по 2004 рік виступав у ДЮФЛУ. У 2004 році був переведений до першої команди «Оболоні», але через величезну конкуренцію на поле в офіційних матчах за «пивоварів» не виходив. Перебував у заявці й друголігового фарм-клубу киян, «Оболоні-2», проте й у другій команді столичного клубу також не грав. У 2006 році перейшов до «Інтеру» з Боярки (Київська область). Дебютував на професіональному рівні 25 листопада 2006 року в програному (0:1) домашньому поєдинку 18-о туру групи А Другої ліги проти тернопільської «Ниви». Назар вийшов на поле в стартовому складі та відіграв увесь матч. Цей матч виявився єдиним для Пеньковця у складі «Інтера». У 2017 році перейшов до аматорського клубу «Локомотив» (Гребінка), потім виступав в аматорському чемпіонаті України за обухівський «Антарес».
Навесні 2008 року виїхав до Польщі, де підписав контракт з нижчоліговим «Гурником» (Польковіце). У команді відіграв два сезони, після чого перейшов до торунського «Елана». Напередодні переходу до торунського колективу намагався працевлаштуватися в запорізькому «Металурзі». Зіграв в переможному (5:1) контрольному поєдинку «козаків» проти одного з клубів п'ятого дивізіону чемпіонату Німеччини, але команді не підійшов. У 2011 році повернувся до України, де підписав контракт з «Говерлою-Закарпаттям». Дебютував у футболці ужгородського клубу 25 вересня 2011 року в переможному (1:0) виїзному поєдинку 12-о туру Першої ліги проти донецького «Олімпіка». Назар вийшов на поле в стартовому складі та відіграв увесь матч. Після цього на поле в офіційних матчах у складі закарпатців більше не виходив. Під часзимової перерви сезону 2011/12 років повернувся до Польщі, де уклав контракт з «Віслою» (Пулави). У команді відіграв близько 5 сезонів. У січні 2018 року розірвав контракт з «Віслою» та переїхав до Австрії, де став гравцем клубу «Кіцбюель» у Регіоналлізі «Захід» (третій дивізіон чемпіонату Австрії). Дебютував в чемпіонаті Австрії 25 березня 2018 року в нічийному (2:2) виїзному поєдинку 21-о туру проти «Шваза». Пеньковець вийшов на поле в стартовому складі та відіграв увесь матч.